# Scott Fellows
Scott Fellows (New Haven, 1965. szeptember 28. –) amerikai televíziós producer, író, rendező.

## Karrierje
Ő készítette a Ned’s Declassified School Survival Guide, Johnny Test,  Big Time Rush. 100 dolog a gimi előtt és a Zöldfülűek bevetésen című sorozatokat.
A Tündéri keresztszülők egyik írója volt, illetve a Szünet című rajzfilmsorozat egyes epizódjait is ő írta. 2003-ban Emmy-díjra jelölték a "zene és szöveg" kategóriában a sorozaton végzett munkájáért. A következő sorozatok írójaként is tevékenykedett: Weinerville (ebben a műsorban Zip, Louie és Professor Phosphate karaktereit is megformálta), U to U, Sok hűhó, Kutya legyek…, Doug.